# أمابي (تراث شعبي)

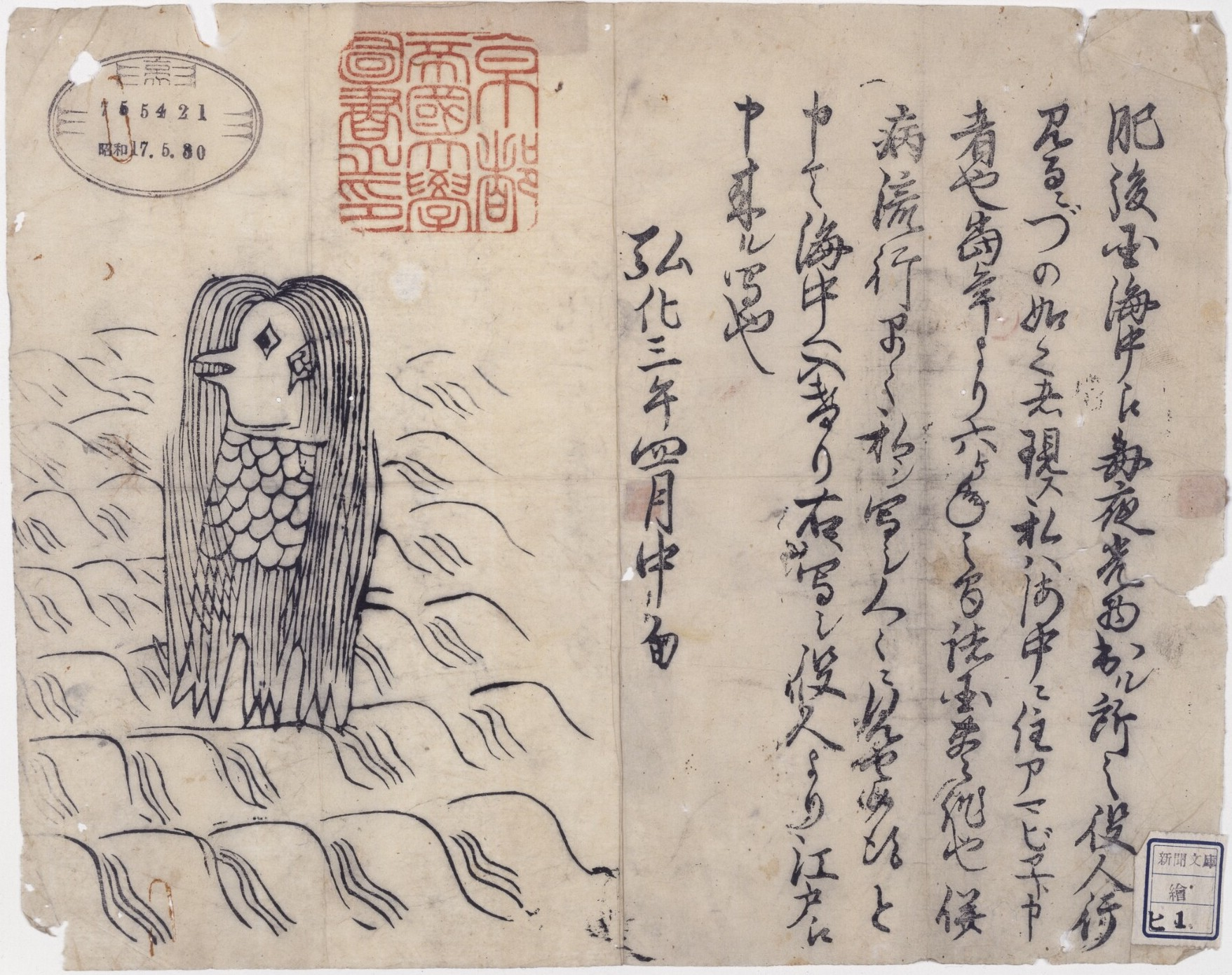
أمابي مرسومة على الخشب من نهاية عصر إيدو وفترة الثالث من حقبة كوكا في عام (1846) وقد ظهرت تطفو فوق الأمواج وقد تنبّأت بظهور الطاعون في البلاد.

أمابي (باليابانية: アマビエ) هي شخصية من التراث الشعبي الفولكلوري الياباني. وهي كائن أسطوري خرج من البحر تشبه حورية البحر أو حوري البحر، فمها يشبه منقار الطير ولديها ثلاثة أرجل أو زعانف وعند خروجها من البحر فإنها تتنبّأ بالحصاد الوفير أو الوباء.

## كوفيد-19

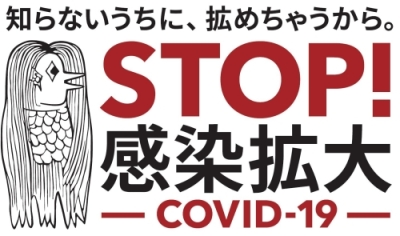
ملصق من وزارة الصحة والعمل والشؤون الاجتماعية اليابانية للتحذير من خطر انتشار فيروس كورونا.

انتشر استخدام هذه الشخصية بسبب جائحة فيروس كورونا في اليابان في مواقع التواصل الاجتماعي مثل تويتر، وأيضاً عند رسامي المانغا اليابانية والأنمي الياباني.